# Axioma del conjunto potencia
En teoría de conjuntos, el axioma del conjunto potencia es un axioma que postula la existencia del conjunto potencia de cualquier conjunto; es decir, del conjunto de todos los subconjuntos de un conjunto dado.

## Enunciado
El axioma del conjunto potencia afirma que dado un conjunto, existe otro cuyos elementos son exactamente los subconjuntos del inicial:
| Axioma del conjunto potencia {\displaystyle \forall A\,\exists X:\forall B\,,\,B\in X\Leftrightarrow B\subseteq A} |

De este modo se puede designar con propiedad el conjunto potencia de un conjunto dado A:
| {\displaystyle {\mathcal {P}}(A)=X\|\forall B,\,B\in X\Leftrightarrow B\subseteq A} |

## Consistencia relativa
El axioma del conjunto potencia (CP) es independiente del resto de axiomas de la teoría de Zermelo-Fraenkel ZFC. Los conjuntos hereditariamente finitos —conjuntos finitos formados por conjuntos finitos, formados a su vez también por conjuntos finitos, etc.— forman un modelo de todo ZFC salvo el axioma del infinito, por lo que CP no es refutable. Por otro lado, los conjuntos hereditariamente numerables —conjuntos numerables formados por conjuntos numerables, formados por conjuntos numerables, etc.— son un modelo de ZFC con la salvedad de que CP es falso, por lo que este no puede demostrarse del resto de axiomas de ZFC.